# Лелекоподібні
Лелекоподібні (Ciconiiformes) — ряд птахів, що включає птахів великого розміру. Традиційно, до ряду відносили 5 родин, проте, згідно з сучасною класифікацією, ряд складається з однієї родини лелекових (Ciconiidae)

## Опис
Великі птахи з довгою гнучкою шиєю, що має від 16-20 хребців, і ногами (з видовженими гомілками і стегнами). Пальці також довгі і гнучкі, пристосовані для пересування на мілководді у заболочених та зарослих районах. Дзьоб довгий та міцний. Добре літають і ширяють. Скелет легкий з дуже добре розвиненими повітряними камерами в кістках.
Хижаки. Живляться дрібними хребетними та рибою. Марабу — падальники. Пташенята вилуплюються голі, немічні. У насиджуванні пташенят беруть участь обидва батьки.

## Систематика
Згідно з традиційною класифікацією, до ряду відносили родини лелекових (Ciconiidae), ібісових (Threskiornithidae), китоголових (Balaenicipitidae), молотоголових (Scopidae) і чаплевих (Ardeidae). Згідно з класифікацією Сіблі-Алквіста до ряду також відносили катартових (Cathartidae). Згідно з генетичними дослідженнями, які проведені у 1990—2000 роках, родини ібісових, китоголових, молотоголових і чаплевих віднесли до ряду пеліканоподібних (Pelecaniformes), а катартових до яструбоподібних (Accipitriformes). У ряді лелекоподібних залишилася одна сучасна родина лелекових (Ciconiidae). До лелекоподібних відносять також викопні родини Agnopteridae і Scaniornithidae.